# Euphoresia schotiae
Euphoresia schotiae är en skalbaggsart som beskrevs av Louis Burgeon 1942. Euphoresia schotiae ingår i släktet Euphoresia och familjen Melolonthidae. Inga underarter finns listade i Catalogue of Life.